# 295 f.Kr.

## Händelser

### Efter plats

#### Romerska republiken
- Slaget vid Sentinum väster om Anconum slutar med nederlag för en stor sammanslutning av samniter, etrusker, umbrer och senoner, genom romarnas, under konsulerna Publius Decius Mus (som stupar i slaget) och Quintus Fabius Maximus Rullianus, försorg. Romarna förlorar nästan 8 000 man men dödar omkring 25 000 av sina fiender och tvingar etruskerna till fred.

#### Grekland
- Aten faller för Demetrios Poliorketes efter en bitter belägring och dess tyrann Lachares dödas.
- Kung Antipater II av Makedonien mördar sin mor Thessalonika, då han anklagar henne för att vara alltför förtjust i hans bror och medregent Alexander V.

## Avlidna
- Thessalonika av Makedonien, dotter till kung Filip II av Makedonien och hustru till Kassander
- Publius Decius Mus, romersk konsul, stupad i slaget vid Sentinum
- Zhuangzi, kinesisk filosof
- Wuling av Zhao, kung av den kinesiska staten Zhao